# Búnquer del Pedrigolet
El Búnquer del Pedrigolet és una obra de l'Escala (Alt Empordà) inclosa a l'Inventari del Patrimoni Arquitectònic de Catalunya.

## Descripció
Situat al nord del nucli urbà de la població de l'Escala, damunt la costa litoral que dona pas a la cala del Pedrigolet, davant del puig del pedró i a primera línia de mar, controlant així l'accés de les embarcacions a la platja d'en Rec i la Vaixella.
Es tracta d'un búnquer de planta irregular bastit amb formigó, mitjançant la tècnica de l'encofrat. Exteriorment, la coberta està arrodonida i presenta un camuflatge format per graves lligades amb formigó. Presenta una obertura rectangular espitllerada des d'on es realitza el tir i, a la part posterior, una porta d'arc de mig punt per accedir a l'interior.

## Història
Construcció militar portada a terme per l'organisme franquista denominat "Servicio Militar de Construcción". Aquestes fortificacions pertanyen a l'extensa i àmplia xarxa de búnquers i nius de metralladora, bastides entre els anys 1940-45, que s'estén tot al llarg de les terres properes a la frontera i al litoral nord de l'Empordà. Aquesta va ser nomenada "linea P" o "linea Peréz", encara que també és coneguda com a "línea Gutierrez", potser pel fet que el coronel d' enginyer Manuel Duelo Gutiérrez, va participar en una reunió relativa a la fortificació d'aquesta línea.
Realment, l'origen del nom ve donat per la posició geogràfica de la línia en qüestió que abastava tota la part del Pirineus, d'aquí que s'anomenés P. Totes aquestes construccions foren bastides després d'acabar-se la guerra del 1936-39 pels serveis de l'exèrcit del govern dictatorial, en resposta a una possible invasió procedent de França.
L'any 1985 es va decidir suprimir els regiments de defensa i desmantellar les bateries.